# Titanotrichum oldhamii
Titanotrichum es un género monotípico de plantas  perteneciente a la familia Gesneriaceae. Su única especie: Titanotrichum oldhamii, es originaria de China.

## Taxonomía
Titanotrichum oldhamii fue descrita por (Hemsl.) Soler. y publicado en Berichte der Deutschen Botanischen Gesellschaft 27: 400. 1909.
Sinonimia
- Matsumuria oldhamii (Hemsl.) Hemsl.
- Rehmannia oldhamii Hemsl.[3]